# Provokationstechnik
Die Provokationstechnik ist eine Methode zur Ideenfindung, die von Edward de Bono eingeführt wurde. Sie wirkt, indem sie mit Hilfe von so genannten Provokationen bestehende Annahmen und Sichtweisen in Frage stellt. Sie existiert in vielen Variationen und gehört zu den wichtigsten Kategorien von Kreativitätstechniken.

## Provokation
In der Ideenfindung werden Provokationen benutzt, die das Denken aus den gewohnten Bahnen werfen, indem sie gezielt bestehende Annahmen und Erfahrungen in Frage stellen oder unerwartete Anregungen liefern. Sie helfen somit, die Betriebsblindheit zu überwinden und neue Sichtweisen zu ermöglichen. Provokationen können bloße Zufallsbegriffe sein oder aber gezielt konstruierte Verfälschungen von Fakten oder Expertenwissen.
Um zu unterstreichen, dass die Wirkung der Provokationen lediglich im Denken stattfindet, und um Verwechslungen mit der üblichen Bedeutung des Wortes zu vermeiden, werden sie auch als Mentale Provokationen bezeichnet.
(Mentale) Provokationen sind nie als Aussagen gemeint, die wahr oder falsch sein können. Vielmehr sollen sie als Anregungen dienen – als Trittsteine zu neuen Ideen. Würde man sie als normale Aussagen behandeln, bestünde die Gefahr, dass sie unerwünschte Diskussionen auslösen oder auf Ablehnung stoßen. Um dies zu vermeiden, empfiehlt de Bono, Provokationen anzukündigen, indem man ihnen das Wort PO voranstellt. Das Wort PO hat keine eigene Bedeutung, sondern sie stellt lediglich den darauf folgenden Satz als Anregung zur Verfügung. Demnach sind die folgenden beiden Aussagen sehr unterschiedlich:
- Alle Professoren lieben ihre Studenten.
- PO Alle Professoren lieben ihre Studenten.

Der erste Satz ist eine Behauptung, die wahr oder falsch sein könnte, während der zweite Satz lediglich als Anregung zu verstehen ist. Am einfachsten kann man PO als „Was wäre, wenn…?“ interpretieren, also
- Was wäre, wenn alle Professoren ihre Studenten liebten?

## Nutzen
Der Nutzen von (mentalen) Provokationen liegt darin, Möglichkeiten in Betracht zu ziehen, auf die man normalerweise nie gekommen wäre, weil sie der Erfahrung oder dem gesunden Menschenverstand zu widersprechen scheinen. So helfen sie als Kreativitätstechnik in Ideenfindungsworkshops beispielsweise, neue Produkt- oder Marketingideen aufzudecken. 
Die Provokationstechnik ist aber auch eine wertvolle Übung zur Verbesserung der geistigen Flexibilität. Dazu beobachtet man Alltagsobjekte oder -vorkommnisse, bildet daraus eine mentale Provokation und überlegt sich anschließend, welche Ideen oder Vorteile sich daraus ergeben könnten. Sie bildet eine wichtige Komponente des Lateralen Denkens.
Beispiele für mentale Provokationen aus dem Alltag sind:
- PO Die Spielregeln sind veränderlich.
- PO Das Fußballfeld ist hügelig.
- PO Das Zifferblatt einer Uhr bewegt sich, die Zeiger stehen still.
- PO Der Snack isst den Käufer.
- PO Je länger man telefoniert, desto billiger wird das Gespräch.
- PO Der Gastwirt trinkt, die Gäste schenken aus.
- PO Die Karten heben die Spieler ab und legen sie aus.
- PO Die Ostsee ist mit Limonade gefüllt.
- PO Die Spielregeln sind nicht jedem bekannt.
- PO Die Visitenkarte enthält keine Adresse.
- PO Alle Telefonnummern ändern sich regelmäßig.

## Beispiele
De Bono beschreibt in seinem Buch Serious Creativity wie die Provokation PO Autos haben quadratische Räder zum Konzept des intelligenten Stoßdämpfers geführt hat. Denn wenn Autos quadratische Räder hätten, wäre die Fahrt sehr unruhig. Die Stöße wären allerdings vorhersehbar, und ein „intelligenter Stoßdämpfer“ könnte die bevorstehende Unebenheit kompensieren. Diese Provokation ist ein Beispiel einer Verfälschung (s. u.)
Ein zweites Beispiel aus demselben Buch basiert auf der Provokation PO Orangensaft trinkt mich zum Frühstück. Dazu fiel einem Teilnehmer das Bild ein, wie er in einem großen Glas Orangensaft schwimmt. Eine Konsequenz daraus wäre, dass er dann nach Orangensaft riechen würde. Daraus ist die Idee entstanden, Dufttabletten herzustellen, die man in den Brausekopf der Dusche einsetzen kann. Dann würde man durch das 'Baden in der Dusche' einen angenehmen Duft bekommen. Diese Provokation ist ein Beispiel einer Umkehrung (s. u.)

## Methoden, um Provokationen zu gewinnen
Folgende Ansätze existieren, um Provokationen zu gewinnen:
- Annahme aufheben
- Idealfall
- Umkehrung
- Übertreibung
- Zufall
- Verfälschung

Die Ansätze werden erklärt anhand des Beispiels einer Universität.

### Annahme aufheben
Hier hebt man gezielt Annahmen auf, die man über die Aufgabenstellung macht, z. B.
- PO In der Universitätsbibliothek gibt es keine Bücher.
- PO Die Universität hat keine Gebäude.

### Idealfall
Hier nennt man einen Zustand, der im Idealfall gelten würde, z. B.
- PO Jeder Studienanfänger bekommt einen Abschluss.
- PO Niemand fällt durch eine Prüfung.

### Umkehrung
Bei der Umkehrung stellt man einen Sachverhalt oder eine Beziehung auf den Kopf, z. B.
- PO Studenten unterrichten Professoren.
- PO Erst kommt der Berufsanfang, dann das Studium.

Siehe dazu auch den Artikel Kopfstandtechnik.

### Übertreibung
Bei der Übertreibung wird eine quantitative Eigenschaft verändert, z. B.
- PO Das Studium dauert 20 Jahre.
- PO Jeder Student muss nur eine Prüfung machen.

### Zufall
Hier wird einfach ein zufälliger Begriff neben die Ausgangssituation gestellt, z. B.
- Universität PO Papagei
- Universität PO Erdbeerjogurt

(Diese Variante entspricht der Zufallstechnik.)

### Verfälschung
Hier wird eine qualitative Eigenschaft der Problemstellung verändert, z. B.
- PO Die Universitätsmauern sind aus Legosteinen gebaut.
- PO Alle Studenten und Professoren tragen eine Uniform.

## Anwendung
Nachdem eine Provokation gebildet worden ist, müssen daraus Lösungsideen entwickelt werden. Dies ist erfahrungsgemäß der schwierigste Teil der Technik. Am Beispiel Universität könnte dies z. B. sein:
- Aus PO Das Studium dauert 20 Jahre könnte die Idee entstehen, Angebote für Berufstätige zu machen, die sich dadurch ständig fortbilden können.
- Aus PO Studenten unterrichten Professoren könnte die Idee entstehen, dass Studenten kleine „Vorlesungen“ halten müssen, um in einer Prüfung ihr Wissen nachzuweisen.
- Aus PO Erst kommt der Berufsanfang, dann das Studium könnte die Idee entstehen, ein Studium mit einer Berufsausbildung zu kombinieren.
- Aus PO Die Universität hat keine Gebäude könnte die Idee einer Fernuniversität entstehen.

(Diese vier Ideen wurden alle bereits verwirklicht.)

## Vor- und Nachteile
Die Methode durchbricht gezielt alte Denkgewohnheiten und macht es so möglich, hochgradig innovative Ideen zu produzieren.
Einige Menschen tun sich im Umgang mit den Provokationen schwer und werden dadurch entmutigt.
Oft schlägt die Methode jedoch auch fehl, da die Provokationen zu weit von der Realität entfernt sind und kein Weg gefunden wird, um daraus eine nützliche Idee zu gewinnen.